# حرب الاستقلال الأوكرانية
حرب الاستقلال الأوكرانية كانت فترة من الصراع الحربي المستمر من عام 1917 إلى عام 1921 وأسفرت عن إنشاء وتطوير جمهورية أوكرانيا. وقعت المعارك بين الأوكرانييين والأنارجست (وهم سوفييت أحرار وليبراليون) والبلاشفة والقوى المركزية الألمانية مع النمساويين والهنغاريين، الجيش الروسي الأبيض والمكوّن من المتطوعيين وقوات جمهورية بولندا أرادوا السيطرة على أوكرانيا الحديثة بعد ثورة فبراير في إمبراطورية روسيا.
كان هناك تدخلات أيضاً من فرنسا ورومانيا، استمر النزاع من فبراير 1917 ولغاية مارس 1921 وكانت النتيجة تقسيم بولندا بين البلاشفة البولنديين SSR, بولندا ورومانيا، اعتبرت الحرب ضمن إطار الحرب الأهلية الروسية والحرب العالمية الأولى. كانت هناك تدخلات من ألمانيا وبولندا لكنها توقفت في عام 1921 وتم توقيع اتفاقية بين روسيا وبولندا بأن يكون الجزء الغربي من أوكرانيا لبولندا أما الأجزاء الوسطى والشرقية والجنوبية لروسيا. مع نهاية الحرب الأهلية الروسية في عام 1922 تم إعلان الاتحاد السوفيتي من روسيا وأوكرانيا وبيلاروسيا وترانسقوقازيا.

## الخلفية
خلال الحرب العالمية الأولى كانت أوكرانيا في الصفوف الأمامية للمجموعات المتحاربة الرئيسية: الوفاق الثلاثي الحليف للإمبراطورية الروسية ورومانيا، ودول المركز الحليف للإمبراطورية الألمانية والإمبراطورية النمساوية المجرية. في بداية عام 1917 -بعد هجوم بروسيلوف-  نظم الجيش الإمبراطوري الروسي خط الجبهة الذي استعاد جزئيًا فولينيا وغاليسيا الشرقية.
شجعت ثورة فبراير لعام 1917 العديد من الجماعات العرقية في الإمبراطورية الروسية للمطالبة باستقلالية أكبر وللحصول على حقوق تقرير المصير. بعدها بشهر، أُعلنت جمهورية أوكرانيا الشعبية في كييف ككيان مستقل ذي روابط وثيقة مع حكومة روسيا المؤقتة، وحُكمت من قِبل الهيئة المركزية الأوكرانية ذات الطابع الاشتراكي. أدى استمرار الحكومة المؤقتة الضعيفة وغير الفاعلة في سانت بطرسبورغ في ولائها للوفاق الثلاثي، وفقدان الحرب لشعبيتها بشكل متزايد، إلى هجوم كيرينسكي في صيف عام 1917. كان الهجوم كارثة حقيقية لجيش الإمبراطورية الروسية. سبّب الهجوم الألماني المعادي خسارة روسيا لكل مكاسبها التي حصلت عليها عام 1916 وحطمت الروح المعنوية لجيشها، الذي سبّب انهيارًا شبه كامل للقوى المسلحة والنظام الحاكم في جميع أنحاء الإمبراطورية الروسية الواسعة.
فقد العديد من الجنود والضباط الفارين -خصوصًا من الأعراق الأوكرانية- الإيمان بمستقبل الإمبراطورية، ووجدوا في الهيئة المركزية الأوكرانية -التي تتمتع بالحكم الذاتي تدريجيًا- بديلًا أفضل. بدأ نستور ماخنو بعمليته الأناركية (اللاسلطوية) في جنوب أوكرانيا عن طريق نزع سلاح الجنود والضباط الروس الذين عبروا نهر هايشور المجاور لهوليايبولي، بينما كانت هناك في الشرق، في منطقة دونباس الصناعية، هجمات متكررة للبلشفيين الذين اخترقوا اتحادات نقابات العمال.

## أوكرانيا بعد الثورة الروسية
أدى كل ذلك إلى ثورة أكتوبر في سانت بطرسبورغ، التي انتشرت بسرعة في جميع أنحاء الإمبراطورية. أدى تمرد كييف في نوفمبر عام 1917 إلى هزيمة القوى الروسية الإمبراطورية في العاصمة. بعدها بفترة وجيزة، تولت الهيئة المركزية السلطة في كييف، بينما في أواخر شهر ديسمبر عام 1917 أسس البلاشفة جمهورية أوكرانيا الغريمة للهيئة في المدينة الشرقية لخاركوف (بالأوكرانية: خاركيف)- سُميت في البداية «جمهورية أوكرانيا الشعبية». وبدأت الأعمال العدائية ضد الهيئة الأوكرانية المركزية في كييف في الحال. في ظل هذه الظروف، أعلنت الهيئة استقلال أوكرانيا في 22 يناير عام 1918 وفكت الارتباطات مع روسيا.
ملكت الهيئة قوة مسلحة محدودة في ظل قيادتها (جيش أوكرانيا الشعبية) وكانت تتعرض لضغط شديد من قِبل حكومة خاركوف التي تلقت الرجال والعتاد من جمهورية روسيا السوفيتية. كنتيجة، اجتاح البلاشفة بولتافا سريعًا، وألكسندروفسك (اليوم زاباروجيا)، وإيكاتيرينوسلوف (اليوم دنيبرو) خلال شهر يناير عام 1918. عبر أوكرانيا، شكّل البلاشفة المحليون جمهورية أوديسا السوفيتية وجمهورية كريفي ريه- دونيتسك السوفيتية أيضًا؛ وشكّل نستور ماخنو في الجنوب الإقليم الحر منطقة أناركية (لاسلطوية)، وتحالفت قواته بعدها مع البلاشفة. بمساعدة ثورة ترسانة كييف، دخل الحراس الحمر العاصمة في 9 فبراير عام 1918. أجبر هذا الأمر الهيئة المركزية على الخروج  إلى جيتومير. في نفس ذلك الوقت، استولى جيش رومانيا على بيسارابيا. معظم وحدات جيش روسيا الإمبراطورية المتبقي، إما تحالفت مع البلاشفة أو انضمت إلى جيش أوكرانيا الشعبية. كان هناك استثناء بارز، وهوالكولونيل ميخائيل دروزدوفسكي، الذي زحف بجيشه الطوعي الأبيض عبر كل نوفوروسيا إلى نهر الدون، مُلحقًا الهزيمة بقوى ماخنو خلال هذا الزحف.

## التدخل الألماني والدولة الأوكرانية 1918
أمام هزيمة مُحدقة، لجأت الهيئة إلى خصومها -دول المركز- من أجل الهدنة والتحالف، والذي استجابت له ألمانيا في معاهدة برست- ليتوفسك الأولى (وُقعت في 9 فبراير عام 1918) في مقابل تزويد أوكرانيا لمؤن الطعام التي يحتاجها الألمان بشدة. قاد الجيش الإمبراطوري الألماني والجيش النمساوي المجري البلاشفة إلى الخروج من أوكرانيا، واستولوا على كييف في 1 مارس. بعدها بيومين، وقّع البلاشفة معاهدة برست - ليتوفسك، التي أنهت الاضطرابات بشكل رسمي في الجبهة الشرقية من الحرب العالمية الأولى وتركت أوكرانيا في وسط التأثير الألماني. سيطرت القوات الأوكرانية على دونباس في شهر أبريل عام 1918. وأيضًا في أبريل عام 1918، أخلت القوات الأوكرانية والجيش الألماني الإمبراطوري شبه جزيرة القرم من القوات البلشفية. في 13 مارس عام 1918، أمّنت القوات الأوكرانية والجيش والنمساوي المجري على أوديسا. في 5 أبريل عام 1918، سيطر الجيش الألماني على دنيبرو، وبعدها بثلاثة أيام على خاركيف. بنهاية أبريل عام 1918، فُقدت كل المكاسب البلشفية في أوكرانيا؛ كان هذا بسبب فتور السكان المحليين وتردّي المهارات القتالية للجيش الأحمر في ذلك الوقت مقارنة بنظرائهم  من الجيش الألماني والجيش النمساوي المجري.
مع ذلك استمرت الاضطرابات في أوكرانيا الشرقية، إذ رفض البلاشفة المحليون، ومجموعات الدفاع الذاتي القروية المعروفة باسم «الجيوش الخضراء»، والجيش الأوكراني الثوري الأناركي الخضوع لألمانيا. قاد الجنرال السابق في الجيش الإمبراطوري الروسي بافلو سكورو بادسكي انقلابًا ناجحًا بدعم ألماني ضد الهيئة في 29 أبريل. أعلنَ الدولة الأوكرانية المحافظة (المعروفة أيضًا باسم «هيتمانات») وعيّن نفسه عاهلًا عليها، وقلبَ العديد من السياسات الاشتراكية للحكومة السابقة. كان للحكومة الجديدة ارتباطات قوية مع برلين، لكن لم يُعلن سكورو بادسكي الحرب أبدًا على أي من سلطات الوفاق الثلاثي؛ وضع سكورو بادسكي أوكرانيا أيضًا في موقع جعلها ملاذًا آمنًا للعديد من الفئات الشعبية ذات الدخل المتوسط والمرتفع الهاربة من روسيا البلشفية، وكان حريصًا على تجنيد جنود وضباط الجيش الروسي السابق.
على الرغم من مُضايقات ماخنو المتفرقة، تمتعت أرضي الدولة الأوكرانية بسلام نسبي حتى نوفمبر عام 1918؛ حين هُزمت القوى المركزية في الجبهة الغربية، انسحبت ألمانيا بالكامل من أوكرانيا. أطاحت الإدارة الاشتراكية بسكورو بادسكي.

## الأعمال العدائية القتالية الحربية المستأنفة، 1919
بعد هزيمة الألمان بوقت قصير، أبطلت حكومة لينين معاهدة برست-ليتوفسك الخاصة بها -الذي وصفها ليون تروتسكيب «لا حرب لا سلام»- وغزا أوكرانيا وبلدانًا أخرى من أوروبا الشرقية التي تشكلت تحت الحماية الألمانية. في نفس الوقت، أضرّ انهيار القوى المركزية مقاطعة غاليسيا النمساوية، التي كانت من الأوكرانيين والبولنديين. أعلن الأوكرانيون جمهورية غرب أوكرانيا الشعبية في غاليسيا الشرقية -التي تمركزت في لفيف- وأعطت ولاءها إلى الجمهورية البولندية الثانية التي تشكلت حديثًا. وزاد العداء بين الطرفين. في 22 يناير عام 1919، وقعت جمهورية غرب أوكرانيا الشعبية والجمهورية الأوكرانية الشعبية وثيقة الوحدة في كييف. بحلول شهر أكتوبر عام 1919، هُزم الجيش الغاليسي الأوكراني لجمهورية غرب أوكرانيا من قِبل القوى البولندية في الحرب البولندية الأوكرانية وضُمّت غاليسيا الشرقية إلى بولندا؛ منح مؤتمر باريس للسلام لعام 1919 غاليسيا الشرقية إلى بولندا لمدة 25 سنة.
فتحت هزيمة ألمانيا أيضًا البحر الأسود للحلفاء، وفي منتصف ديسمبر عام 1918 حطّت بعض القوى المختلفة تحت قيادة فرنسا في أوديسا وسيفاستوبل، وبعدها بأشهر في خيرسون ونيكولايف (بالأوكرانية ميكولايف). لم يكن السبب وراء التدخل الفرنسي واضحًا بشكل كامل؛ أُحبطَ القادة العسكريون الفرنسيون بسبب الخلافات الداخلية بين القوى المناهضة للبلشفية التي منعت التعاون الفعال أمام الضغوطات البلشفية، ونقدوا الجيش الطوعي الروسي الأبيض بشكل خاص لغطرسته تجاه الشعب المحلي. أقنعت البيئة الأوكرانية القوية المناهضة للتدخل الأجنبي الضباط الفرنسيين أن التدخل في هذا الجو من العدائية محكوم عليه بالفشل دون دعم كبير. حين فشلت الحكومة الفرنسية بتزويد عتاد كافٍ وقوى بشرية للعمليات العسكرية الكثيفة، واجه الجيش الفرنسي الهزيمة على يد القوى البلشفية المحترفة ونصح الضباط الفرنسيون باريس بسحب البعثة من أوديسا والقرم.